# バダフシャーン州
バダフシャーン州（バダフシャーンしゅう、Badakhshān Velāyat、パシュトー語：د بدخشان ولايت、ダリー語表記：استان بدخشان）は、アフガニスタン北東部の州である。面積は4万4836平方キロメートル（34州中5位）、総人口は約90万人（34州中10位）、人口密度は20人/平方キロ（34州中28位）である。州都はファイザーバード市。バダクシャン州やバダクシャン県とも。

## 名称
バダフシャーン州からタジキスタンの南西部にかけての一帯は、かつてバダフシャーンと呼ばれていた。またファイザーバードの前に首都があったBaharakによるという説がある。

バダフシャーン地方

## 地理

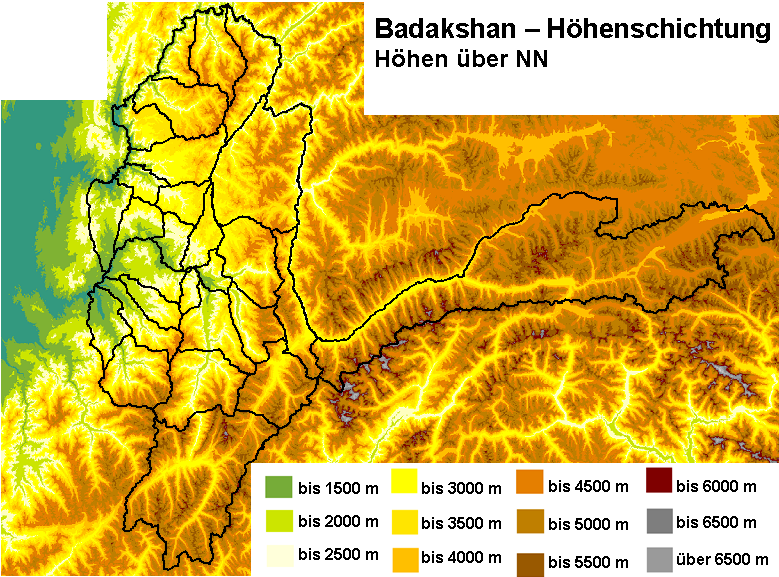
バダフシャーン州の地形

バダフシャーン州は北海道の半分ほどの面積を持つ州である。パミール高原の外縁部やヒンドゥークシュ山脈に位置し、パンジ川とコクチャ川の２つの流域がある。パンジ川はワハーン回廊から西へ流れ出て、途中で北へ大きく向きを変える。州の北部はパンジ川に沿って逆U字型をしている。流域にはタジキスタンのイシュカシムやホログ、ダルワーズ（Darwaz）、バダフシャーン州のクワハーン（Khwahan）などの町があるが、険しい山脈の間を縫って進む。一方、パミール高原のすぐ南にはヒンドゥークシュ山脈があり、Kuh-e Bandaka山（6812メートル）のような険しい高山が西へ向かって続いている。コクチャ川は州南部のクラン・ワ・ムンジャン郡の辺りの標高5000メートルを越える険しい山脈から流れ出すが、すぐに標高を落として州の中央を北へ向かって流れていく。その後コクチャ川はジュルム（Jurm）やバハーラク（Baharak）の辺りで西に向きを変えて、州都ファイザバードの辺りを頂点とした逆U字型で流れ、キシム（Kishim）の町がある比較的大きな盆地に出る。Kishimから西に進むとタハール州の州都タールカーンがあり、そのまま北西に進んでパンジ川に合流する。
- ダルワーズ郡（北部）
- ファイザーバード市
- コクチャ川
- バハーラク郡（中部）
- クラン・ワ・ムンジャン郡（南部）
- ワハーン回廊（東部）

## 歴史

### 青銅器時代・古代

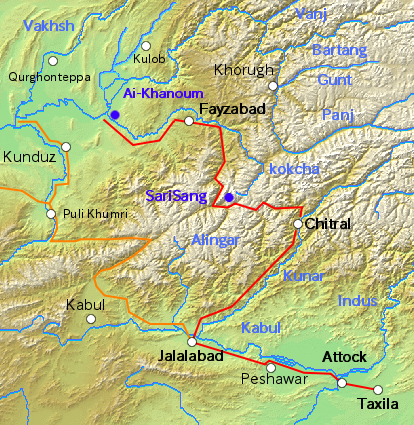
インダス川とアムダリヤ川をつなぐ古代の道路

古代のインダス文明はメソポアミア・ハラッパー路を通じて、金などの貴金属や木材をメソポタミア文明に輸出していた。ガンダーラの首都はパキスタンのタキシラにあり、ジャララバードからクナール川沿いの渓谷をチトラルまで登ってバダフシャーン州のコクチャ川に至り、川沿いの渓谷を下ってタハール州に入りパンジ川に達する古道は、ヒンドゥークシュ山脈を越えてアムダリヤ川に達する重要な街道の1つだった。またこの街道沿いにはラピスラズリを産出するサリ・サング鉱山があり、メソポタミア文明に対する重要な輸出品の1つとなっていた。
- メソポタミアのラピスラズリ・ペンダント（紀元前2900年頃）。
- マリ（シュメール）のエビフ・イルの像（紀元前25世紀）。目の青い部分にラピスラズリが使われている。
- ラピスラズリの原石。

### 中世

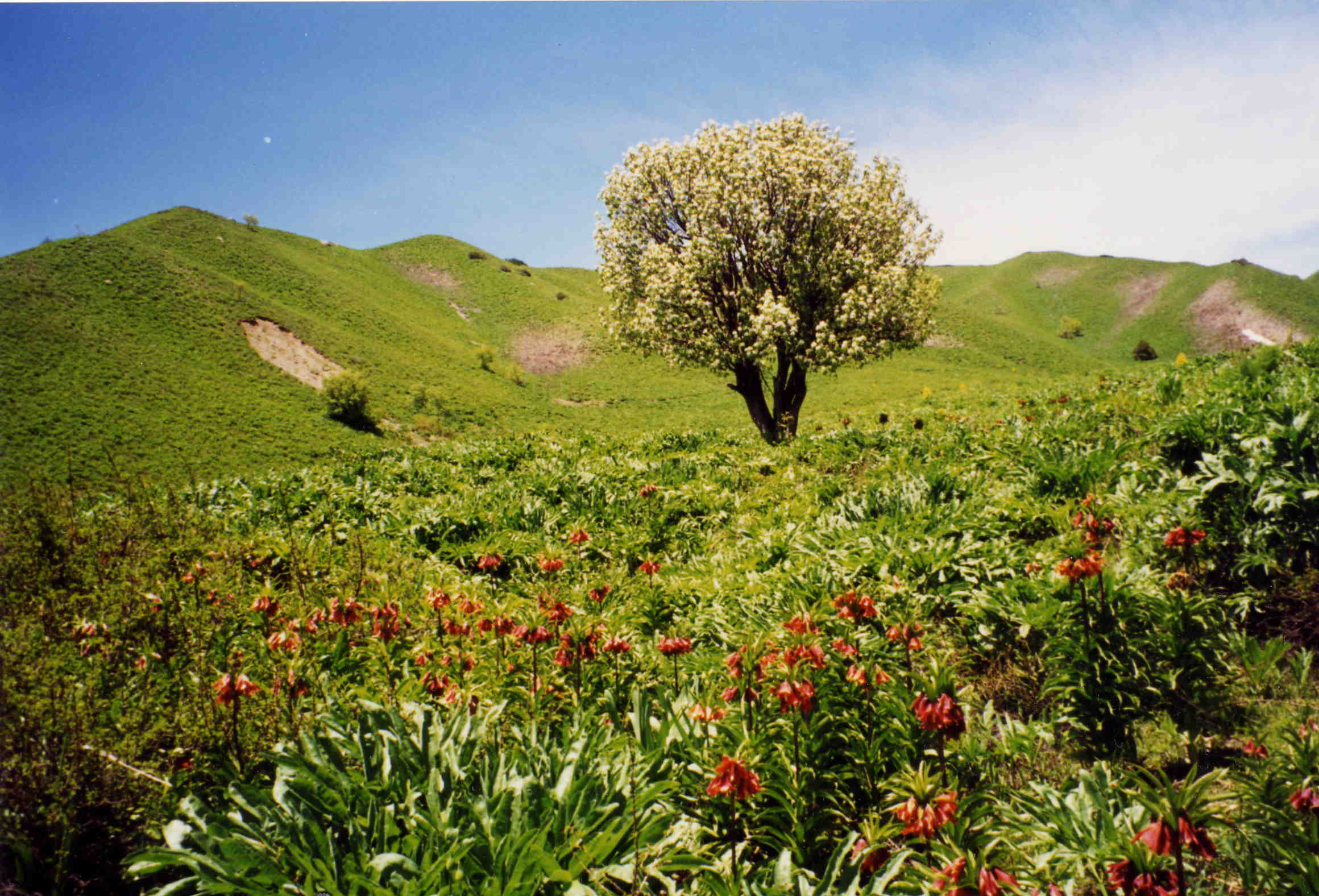
春のパミール高原（タジキスタン）

13世紀後半、中国に向かう途中のマルコ・ポーロがバダフシャーン州を訪れた。その頃のバダフシャーンは巴達哈傷と呼ばれており、タジキスタンのゴルノ・バダフシャン自治州と合わせて4面12行程の広大な王国があったと言う。住民は独自の言語を持ち、獣皮の服を着て羊を飼っていた。王はアレクサンダー大王とダリウス王の娘の子孫であり、「ズルカーネイン」の称号を名乗って居たと言う。街は防御に適した高地にあり、寒さは厳しいものの頂上部の広大な台地には草木が生い茂り、水や魚や鳥が豊富で良質な小麦が採れ、良馬を産出し、かつてはブケパロスの子孫が居たという伝説もあった。その他に碧玉や群青、銀・銅・鉛なども産出し、特にバラス紅玉（Badakhshi Ruby）は国王が独占的に採掘していた。空気が綺麗で硫黄泉もあったので、マルコポーロは1年間滞在して病気を治したと言う。

### 冷戦時代
1979年には、ムジャーヒディーンと侵攻したソ連軍の交戦の中心となった。1980年、ファイザーバードはソ連軍によって攻略され、以降ソ連の主要な防衛拠点となった。

### 冷戦終結後

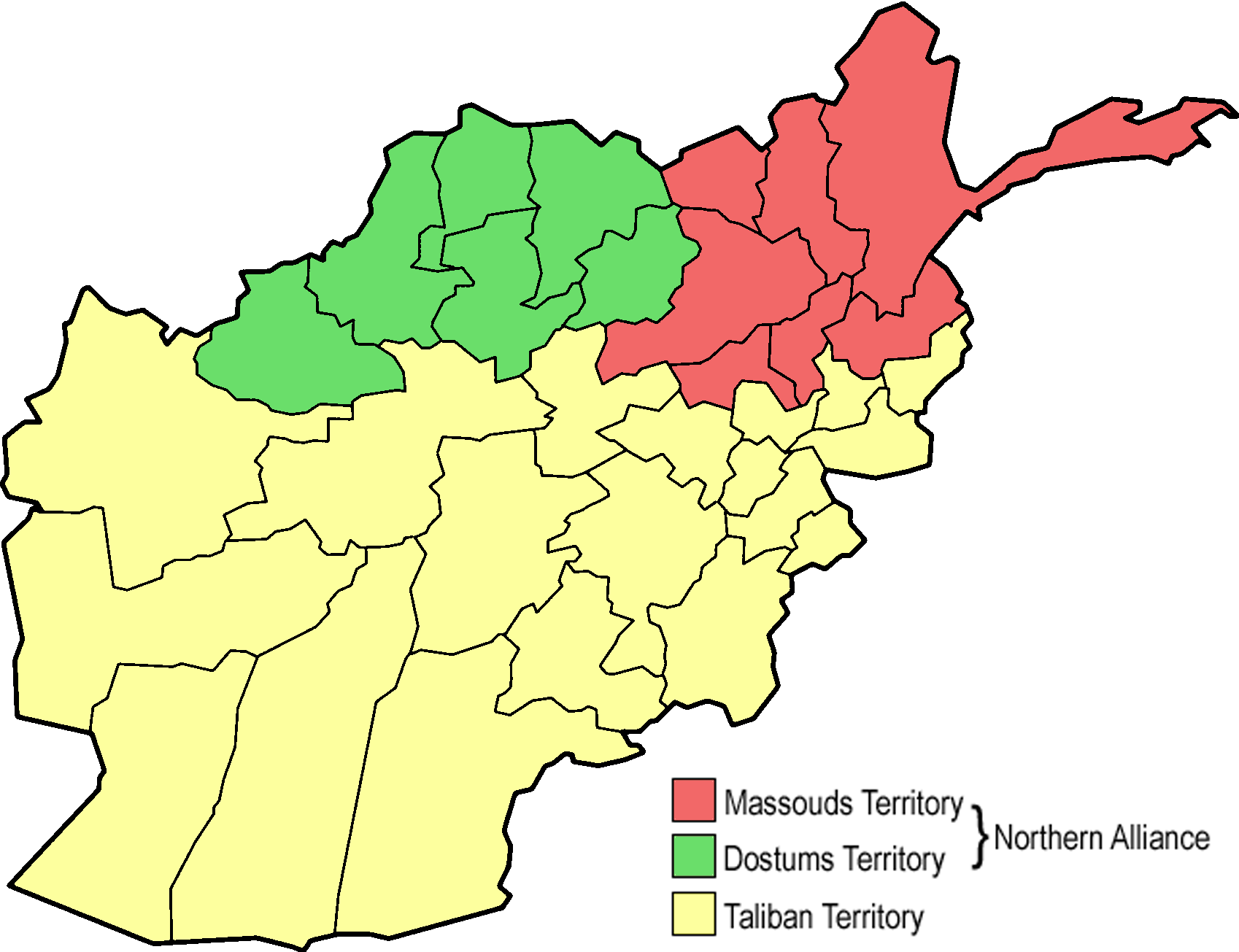
1997年のアフガニスタンの状況。赤がマスード派、緑がドスタム派、黄がターリバーン

バダフシャーン州はイスラム協会の幹部のブルハーヌッディーン・ラッバーニーの出身地であり、アフマド・シャー・マスードの出身地にも隣接していた為、イスラム協会の拠点の1つだった。ラッバーニーは1993年にカーブルでアフガニスタン・イスラーム国の大統領に就任したが、すぐに内戦が始まった。1996年にターリバーンはカーブルを占領し、1997年から1998年にかけて近隣のクンドゥーズ州やバルフ州、バグラーン州の州都を次々と占領した。バダフシャーン州でもイスラム聖職者の反乱が起きたので、ラッバーニーはタジキスタンに亡命した。1998年の2月と5月にはマグニチュード5.8とマグニチュード6.6の地震が発生し、バダフシャーン州やタハール州を中心に数千人の住民が死亡した。バダフシャーン州ではその後も2002年から2011年までの約10年間で、3回の中規模地震と1回の大規模地震が発生している。無人の山中で地震が発生し被害が無い事も多いが、2002年3月のアフガニスタン北部地震（Mw7.4）ではバダフシャーン州やタハール州で300戸の住宅が被害を被った。

### アメリカ同時多発テロ事件以降
2001年9月、アメリカ同時多発テロ事件が起き、10月にはアメリカ合衆国がアフガニスタンに侵攻した。アメリカや有志連合、北部同盟の軍隊は、11月中にアフガニスタン北部からターリバーンを追放した。2004年10月、第一回の大統領選挙が実施され、バダフシャーン州ではユーヌス・カーヌーニー（約40％）が最多得票を得た。2007年、戦争は激しさを増しバダフシャーン州ではハレカテ・ヨロ作戦が行われた。一方、全国的には自爆テロや無差別爆撃によってISAFや民間人に多数の犠牲者が出た。

### 第二回大統領選挙後
2009年8月、第二回の大統領選挙が実施され、バダフシャーン州ではアブドラ・アブドラ元外相が最多得票（約50％）を得た。2010年、第二回の下院選挙と州議会選挙が行われたが、戦争は更に激しくなりISAFや民間人の死傷者が急増した。バダフシャーン州では8月にNPOがKuran wa Munjan郡で襲撃され、10人が死亡する事件が起きた。2012年3月、北部で雪崩が起き多数の死傷者が出た。12月、ISAF軍はファイザーバード市と7つの郡の治安権限をアフガニスタン軍に移譲した。

### 第三回大統領選挙後
2014年4月、第三回の大統領選挙が実施され、バダフシャーン州ではアブドラ・アブドラ元外相が最多得票（約65％）を得た。しかし5月にはアルゴ郡（Argo）でアフガニスタン地滑り災害が起きた。またアヘンの生産が急増した。2015年4月、ターリバーンが州都の南に位置するジュルム郡などを攻撃した。州内のターリバーンは約200人で外国兵も参加している。外国兵の増加はパキスタンの取り締まりの強化により、ウズベキスタン・イスラム運動がアフタニスタンに拠点を移したことが原因という説がある。6月、ターリバーンは州都の西に位置するヤムガーン郡（Yamgan）の大半を占領し、8月にはそこからタガブ郡（Tagab）を攻撃した。また7月には州都の東のワルデュ郡（Warduj）のチルガラン治安軍基地（Tirgaran）を占領した。チルガラン基地の装備・戦力はとも十分だったが、治安部隊はほとんど戦わずに逃亡したと言う。10月、ジュルム郡（Jurm）でマグニチュード7.5の地震が発生したが戦闘は続き、ターリバーンはワルデュ郡を完全に占領した。ワルデュ郡とヤムガーン郡はその後５年間ターリバーンに占領され、近隣に対する攻撃やパキスタンのチトラルへの交通の拠点になった。同月、アメリカ合衆国のバラク・オバマ大統領はアメリカ軍の完全撤退を断念した。
2016年、州都の北に位置するラグ郡（Ragh）の金鉱がターリバーンに占領され、ターリバーンの重要な資金源になっていることが明らかになった。バダフシャーン州には多数の金鉱があり、特にラグ郡にはアフガニスタン最大のウェカ・デュル金鉱（Weka Dur）がある。2017年、ターリバーンが金鉱から月に300万アフガニを得てパキスタンから武器を購入していることが明らかになった。2017年5月、ターリバーンはタジキスタンへの交通を確保するためにワルデュ郡からイシュカシム郡を攻めたが治安軍に反撃された。またヤムガーン郡の隣にあるタガブ郡（Tagab）も攻撃したが、治安軍に反撃された。8月、アメリカ合衆国のドナルド・トランプ大統領は状況の悪化を防ぐために増派を決定した。2018年5月、ターリバーンはラグ郡の隣にあるコヒスタン郡（Kohistan）を占領した。コヒスタン郡も金鉱があり、2019年には崩落事故が起きている。7月、アメリカ合衆国がターリバーンとの協議に応じた。10月、延期されていた第三回の下院議会選挙が行われた。
2019年、ターリバーンはラグ郡の2つの金鉱を占領して、資金源にしていた。2月、カタールのドーハでアメリカ合衆国とターリバーンの和平協議が行われたが、戦闘も続いた。3月、ターリバーンは州都近郊のアルガン・クワ郡（Arghanj Khwa）を一時的に占領したが、治安軍が奪還した。7月、ターリバーンが南部のケラン・ワ・マンジャン郡（Keran Wa Manjan）を占領した。8月、治安軍はケラン・ワ・マンジャン郡の他、ターリバーンの拠点であるワルデュ郡やヤムガーン郡を攻撃し、ワルデュ郡やヤムガーン郡を奪還した。

### 第四回大統領選挙後
2019年9月、第四回の大統領選挙が実施された。
2020年12月、イスラム国のような外国人兵士が中東から家族連れでバダフシャーン州に移住し、治安が悪化していると言う。
2021年2月、Pajhwok Afghan Newsの電話調査によると、ターリバーンはヤムガン郡（Yamgan）を完全に支配していると言う。
2021年6月以降、ターリバーンの攻勢が活発化し、7月初頭にはターリバーンはキシム郡（Kishm）、ティシュカン郡（Tishkan）、ヤフタリ・スフラ郡（Yaftali Sufla）、タガーブ郡（Tagab）、Shahr-e Bozorg郡、バハーラク郡（Baharak）、ダライム郡（Darayim）、ワルデュー郡（Warduj）、Darwaz-e Bala郡、Zebak郡、クワハーン郡（Khwahan）を占領、政府軍兵士1,037人がタジキスタンに亡命した。州議会議員のモヒブ・ウル・ラフマーンによると、政府は軍を支援するために民兵を復活させたが、民兵の多くは中途半端な戦いしかしなかった。
8月11日、ターリバーンは州都ファイザーバードを占領した。州都を守備していたアフガニスタン軍はタハール州に撤退しようとしているが、ターリバーンに攻撃されている。

## 行政区分

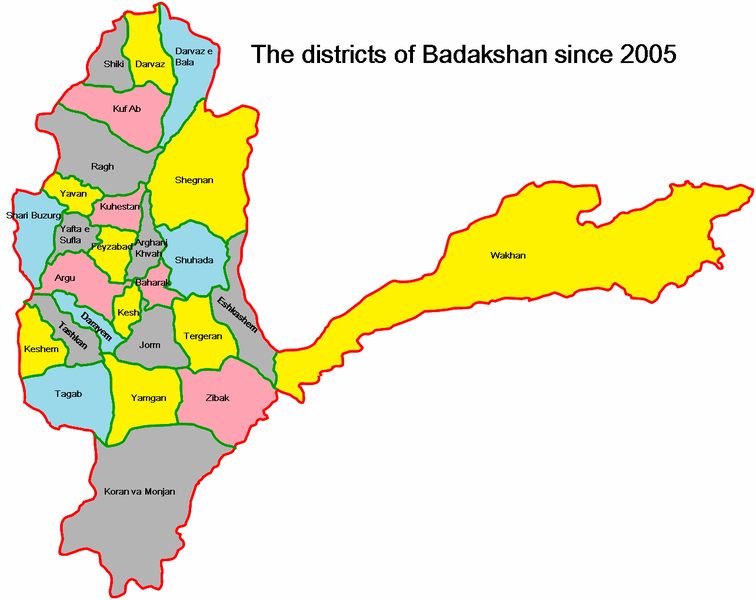
バダフシャーン州の行政区分

2005年以前の行政区分

バダフシャーンは1市28郡を擁しており、郡の数はアフガニスタンで最も多い。バダフシャーン州ではArgo郡やKishim郡（約8万人）、州都やDarayim郡（約6万人）、Shahri Buzurg郡やYaftali Sufla郡（約5万人）などファイザバード周辺の州西部に多くの住民が居る。人口1万人以上の都市はコクチャ川沿いにある州都ファイザバード（3万6100人）であり、その南にあるJurm（3500人）にも都市部がある。
北部
- Darwaz 
  - en:Shekay District
  - Darwaz（ダルワーズ郡[4]、ダルワズ地区）
  - en:Darwazi Bala District
- Khwahan 
  - Khwahan（クワハーン郡[4]、クワハン地区） - クワハーン市
  - en:Kuf Ab District
- Ragh
  - en:Ragh District - en:Ragh
  - en:Yawan District
  - en:Kohistan District, Badakhshan
- Shighnan 
  - Shighnan（シグナーン郡[4]、シグナン地区）

中部
- Shahri Buzurg
  - en:Shahri Buzurg District - en:Shahr-e Bozorg
- Fayzabad 
  - en:Yaftali Sufla District
  - Fayzabad（ファイザーバード郡、ファイザバド地区） - ファイザーバード市
  - en:Arghanj Khwa District
  - en:Argo District
  - en:Darayim District
- Baharak 
  - en:Shuhada District
  - Baharak（バハーラク郡[4]、バハラク地区） - バハーラク市
  - Wurduj（ワルデュー郡[4]、ワルデュ地区） - 旧テルゲラン郡（Tergeran）[61]
- Kishim 
  - Kishim（キシム郡[4]、キシム地区）
  - en:Tishkan District
- Jurm
  - Jurm（ジュルム郡[4]、ジュルム地区）
  - en:Khash District

南部
- Tagab（タガーブ郡[4]、ダガブ地区）
- Yamgan（ヤムガーン郡[4]、ヤムガン地区）
- en:Zebak District - en:Zebak, Afghanistan
- Kuran wa Munjan（クラン・ワ・ムンジャン郡、クランワムジャン地区）- サリ・サング鉱山（英語版）

極東部
- Ishkashim（イシュカーシム郡[4]、イシュカム地区） - イシュカーシム（イシュカシム、イシュコシム、エッシュカシェム）
- Wakhan（ワハーン郡、ワハン地区）- ワハーン回廊にはアフガニスタン＝中国国境のワフジール峠がある。

## 産業

### 農業
| 種類             | 生産量       | 順位 |
| ---------------- | ------------ | ---- |
| 小麦             | 16万8000トン | 11位 |
| 大麦             | 1万8000トン  | 9位  |
| 米               | 1万4634トン  | 9位  |
| とうもろこし     | 2464トン     | 26位 |
| アーモンド       | 225トン      | 9位  |
| りんご           | 70トン       | 18位 |
| グレープフルーツ | 30トン       | 25位 |
| 桃               | 25トン       | 14位 |
| ザクロ           | 18トン       | 18位 |

バダフシャーン州は大麦（34州中9位）や米（34州中9位）、アーモンド（34州中9位）の生産量が全国的に見て上位にあり、小麦（34州中11位）の生産量も平均的である。バダフシャーン州のアヘンの耕作面積は2004年に1万5000ヘクタールを越えていたが、2008年に200ヘクタールまで急減した。しかしその後は徐々に増加し、特に2014年は4204ヘクタール（34州中9位）に急増し、増加率が全国一になった。 

### 鉱業

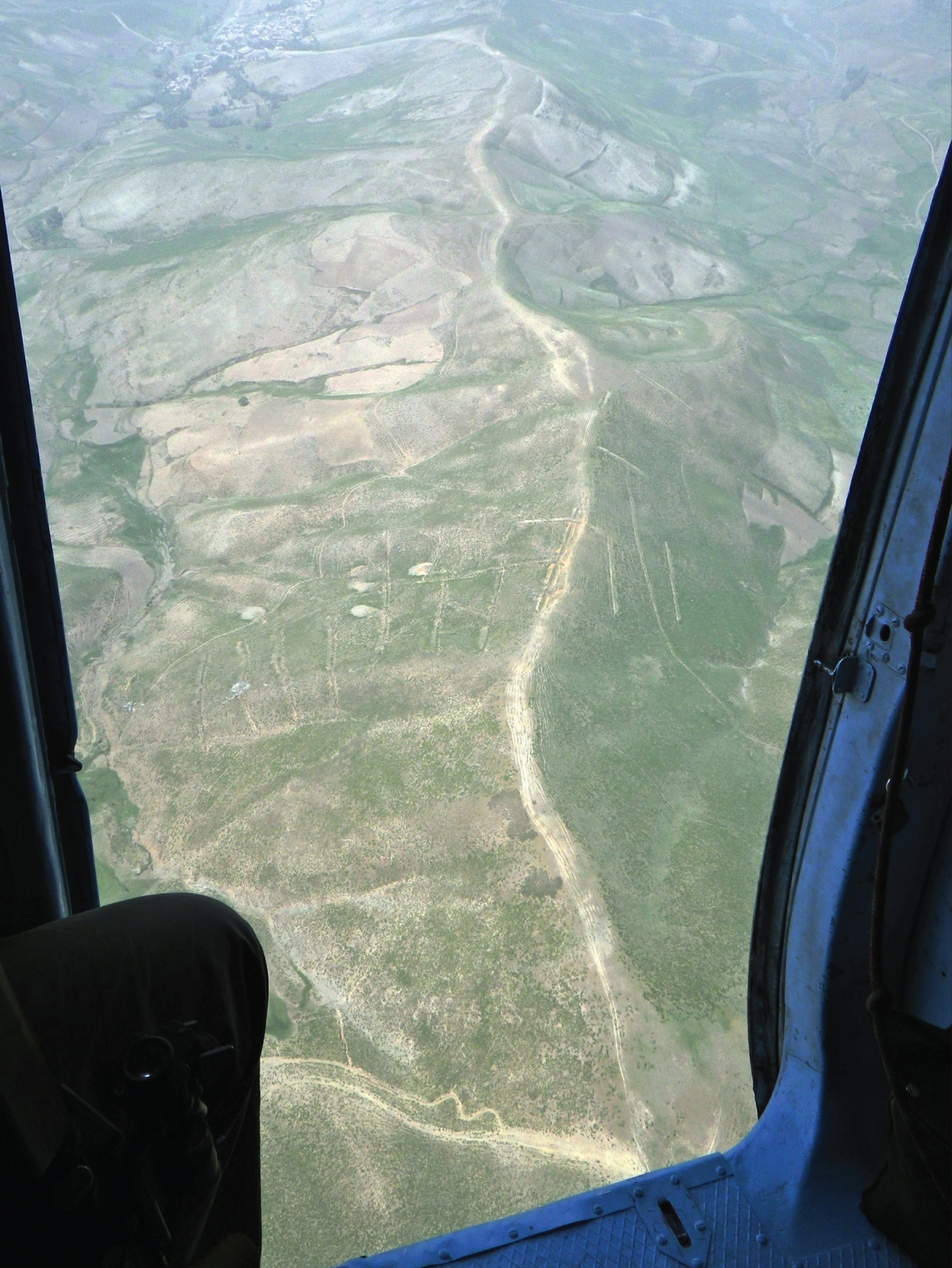
ウェカ・デュル金鉱

バダフシャーン州では1960年代にソビエト連邦が金鉱脈を発見し、ウェカ・デュル金鉱やRishabなどの採鉱有望地を設定した。2011年から入札が行われ、2012年にトルコのTurkish-Afghan Mining Company（トルコ・アフガン採鉱会社、TAMC）が優先入札権を獲得した。

2018年10月、アフガニスタン政府はバダフシャーンの金鉱とバルクハブの炭鉱の採掘契約をCENTAR Limitedと結んだ。CENTAR Limitedはアメリカ合衆国の探鉱・採鉱投資会社で、 Afghan Gold and Minerals Company（アフガニスタン金鉱会社、AGMC）を運営している。CENTARはアメリカ政府や国防省の後援の下で、JPモルガン・チェースなどのニューヨークやロンドンの投資銀行が資金を提供し、BHPグループの元CEOのチップ・グッドイヤーが運営に参加している。AGMCの社長は都市開発大臣を兼任するアフガニスタンのビジネスマンで、TAMCの副社長である。両鉱山の開発が成功すれば1万3000人の雇用と10億ドル以上の経済効果があると期待されている。

## 住民

### 民族
バダフシャーン州で最も人口が多いのはタジク人であり、ウズベク人、パシュトゥーン人、トルクメン人、ヌーリスターン人が続く。他の調査によるとイシュカーシム郡、ワハーン郡、Zebak郡、クラン・ワ・ムンジャン郡の多数派はパミール人であり、シグナーン郡東部などにもパミール人が住んでいる。

### 言語
ダリー語が約8割（77％）を占め、ウズベク語（12％）、パシュトゥー語、トルクメン語、ヌーリスターン語が続く。識字率は27％である。また少数民族はイシュコシム語のような言語を持っている。

### 宗教
バダフシャーン州やタジキスタンのゴルノ・バダフシャン自治州などのパンジ川の上流部にはパミール人がおり、シーア派のイスマーイール派（ニザール派）を信仰している。

## 交通

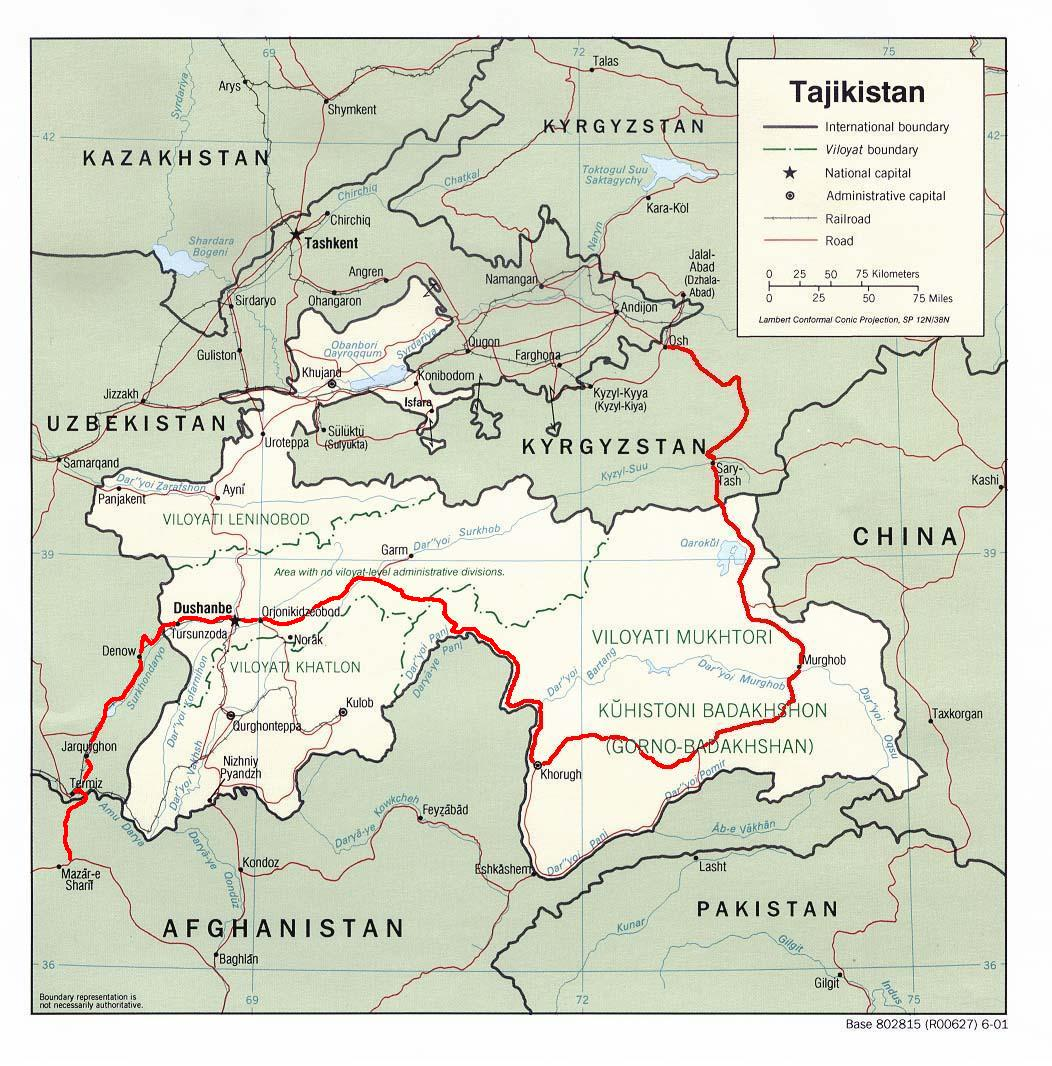
パミール・ハイウェイ

州都ファイザーバードからタハール州のタールカーンを経由して、クンドゥーズ州の州都クンドゥーズに至る道がある。またファイザーバードからコクチャ川沿いを南下して国境の町イシュカーシムに至り、その後パンジ川を北上してタジキスタンのホログに至る道がある。またイシュカーシム以外にもDarwazやTemやVanjなどパンジ川沿いに幾つかあるタジク＝アフガン友好橋を渡って、タジキスタンに行く道もあるらしい。また州都にはファイザーバード空港があり、パンジ川沿いにはイシュカーシム空港、Darwaz空港、Khwahan空港、Razer空港、Sheghnan空港、Yawan空港など様々な空港がある。